# Griechische Vasenmalerei
Die griechische Vasenmalerei ist der übergeordnete Begriff für die meist mit brennbaren Erdfarben aufgetragene Dekoration griechischer Keramik. Sie umfasst die gemalten Gefäßverzierungen unterschiedlichster Zeitstufen ab der vorgriechischen minoischen Kultur bis in den Hellenismus, also von etwa 2500 v. Chr. bis in das letzte vorchristliche Jahrhundert.
Da sich außerhalb der Keramik Zeugnisse der Malerei kaum erhalten haben, sind diese Darstellungen höchst wichtige Quellen für Bildkultur, Mythologie und Alltagsleben im alten Griechenland.
Griechische Keramik gehört zu den am weitesten verbreiteten archäologischen Fundgattungen für die griechische Antike und findet sich im gesamten griechischen Siedlungsraum. Neben dem griechischen Mutterland, das weitgehend dem heutigen Griechenland entspricht, gehören hierzu weite Teile der Westküste Kleinasiens, die ägäischen Inseln, Kreta, Teile Zyperns, die griechisch besiedelten Gebiete Großgriechenlands, sowie die griechischen Kolonien an der Propontis und am Schwarzen Meer. Als Exportgut gelangte griechische Keramik und somit die griechische Vasenmalerei auch nach Etrurien, auf die iberische Halbinsel, in den Vorderen Orient, nach Ägypten und Nordafrika. Selbst in keltischen Adelsgräbern wird bemalte griechische Keramik gefunden.
Bemalt wurden alle Arten von Gefäßen, die man für Vorratshaltung, Mahlzeiten, Kulte und Feste benötigte. Besonders aufwendig bemalte und gestaltete Gefäße wurden als Weihgeschenke in Heiligtümer gestiftet oder als Beigaben in Gräbern niedergelegt. Die meist hart gebrannte und verwitterungsbeständige Keramik hat sich zu Zehntausenden als intakte Gefäße oder in Fragmenten erhalten. Für die Datierung von archäologischen Funden und Fundzusammenhängen ist die griechische Vasenmalerei – wie die griechische Keramik überhaupt – eine Leitgattung.
Durch Signaturen sind ab archaischer Zeit zahlreiche Namen von Töpfern und Malern bekannt. Wo dies nicht der Fall ist, behilft sich die Forschung mit Notnamen, um Gefäße und Malstile einzelnen Händen zuordnen zu können. Sie orientieren sich entweder an inhaltlichen Motiven, charakteristischen Merkmalen oder an Fund- oder Aufbewahrungsorten exemplarischer Stücke. Die zentrale Dokumentation für Antike Vasen liefert das Corpus Vasorum Antiquorum.

## Phasen der Vasenmalerei
Die griechische Vasenmalerei wird je nach Zeitstellung, Kulturträger und Stil in verschiedene Phasen und Abschnitte gegliedert. Die Einteilung folgt den großen historischen Zeitabschnitten und differenziert diese anhand der Stilstufen. Stile und Zeitstufen müssen hierbei nicht übereinstimmen. Die Einteilung beginnt mit der kretisch-minoischen Vasenmalerei, gefolgt von der Vasenmalerei mykenischer oder späthelladischer Zeit, mit der sie teilweise zeitgleich existiert. Die im engeren Sinne griechische Vasenmalerei, die nach dem Ende der mykenischen Reiche und ihrer Kultur in Erscheinung tritt, setzt um 1050 v. Chr. mit der Vasenmalerei geometrischen Stils ein. Nach einer orientalisierenden Phase im 7. Jahrhundert v. Chr., dem Beginn archaischer Zeit, wurde zunächst die schwarzfigurige, ihr noch in archaischer Zeit folgend die rotfigurige Vasenmalerei entwickelt. Diese bleibt für die Zeit der Klassik im 5. und 4. Jahrhundert v. Chr.bestimmend. Hinzu treten Stile anderer Farbgebung, etwa weißgrundige Gefäße, und ab dem zweiten Viertel des 4. Jahrhunderts v. Chr. die schwarzgrundigen Gnathiavasen mit ihrem meist weißen Dekor. Ab der zweiten Hälfte des 3. Jahrhunderts v. Chr. erlischt langsam die Produktion mit Malerei verzierter Keramik, lediglich einfach dekorierte und flüchtig gemalte kleinere Gefäße werden weiterhin hergestellt. An ihre Stelle treten vermehrt reliefverzierte Gefäße.

### Vorzeit griechischer Vasenmalerei

#### Kretisch-Minoische Vasenmalerei

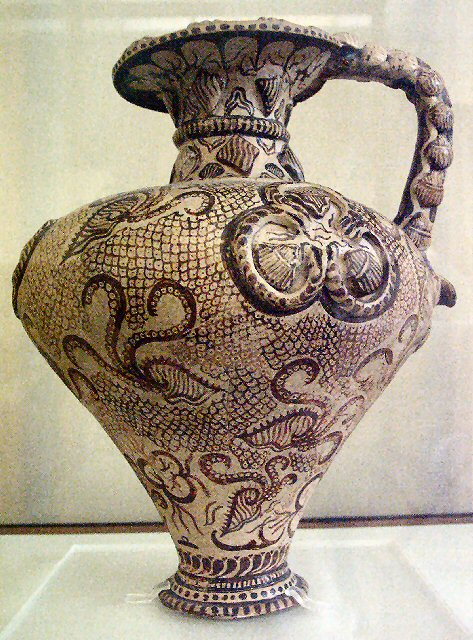
Kanne im Meeresstil

Ab 2500 v. Chr. setzt die Produktion bemalter Gefäße im kretisch-minoischen Kulturraum ein. Die zunächst einfachen geometrischen Muster werden um 2000 v. Chr. von floralen Motiven, Spiralen und ähnlichem, die in weißer Farbe auf matt schwarzem Grund gemalt wurden, im sogenannten Kamaresstil abgelöst. Mit Beginn der Neupalastzeit um 1650 v. Chr. ändert sich die Gefäßbemalung grundlegend. Der nun verwendete Meeresstil bringt vor allem Lebewesen des Meeres zur Anschauung: Nautilus und Oktopus, Korallen und Delphine werden in dichten Verschlingungen mit dunkler Farbe auf hellem Grund aufgetragen. Ab 1450 v. Chr. setzt eine zunehmende Stilisierung ein, die Darstellungen werden gröber.

#### Mykenische Zeit

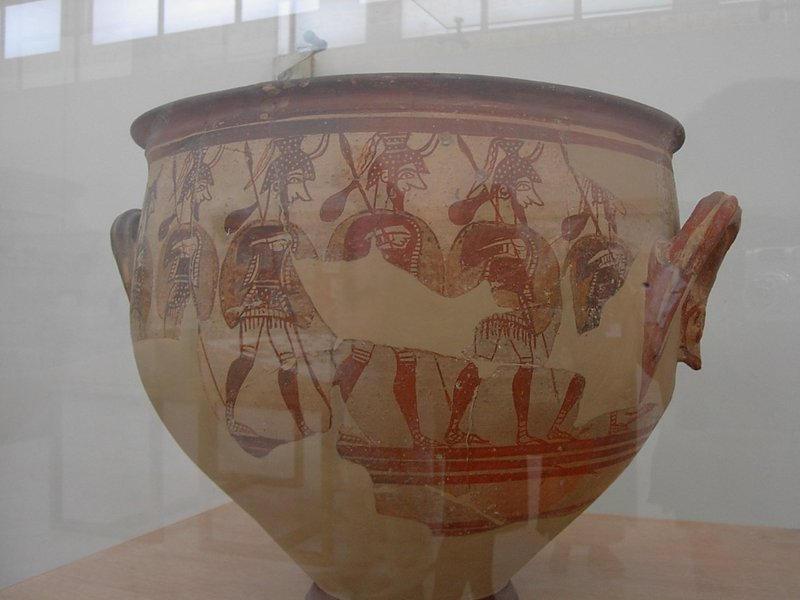
Kriegervase aus Mykene

Um 1600 v. Chr., dem Beginn des Späthelladikums, bildet sich, von der Argolis und Lakonien ausgehend, mit der mykenischen Kultur eine erste festländische Hochkultur aus, deren Vasenmalerei zunächst stark von der minoischen Kultur beeinflusst ist. Die frühen Beispiele weisen dunkelfarbige, meist braune oder mattschwarze Muster auf hellem Grund auf. Ab mittelmykenischer Zeit (Späthelladikum II, ca. 1500–1400 v. Chr.), als sich mykenische Keramik inzwischen im gesamten Süden und Teilen Mittelgriechenlands durchgesetzt hat, werden Motive aus der Tier- und Pflanzenwelt beliebt. Zu ihnen gesellen sich in der Spätphase bald nach 1200 v. Chr. auch Menschen- und Schiffsdarstellungen. Während die mykenische Keramik vor allem während der sogenannten mykenischen Palastzeit (Späthelladikum III A und B, ca. 1400–1190 v. Chr.) sehr einheitlich ist und nur geringe regionale Unterschiede offenbart, bilden sich ab ca. dem letzten Drittel v. Chr. verschiedene lokale Stile aus.

### Griechische Vasenmalerei

#### Geometrischer Stil
Nach dem Untergang der mykenischen Kultur um 1050 v. Chr. und einer kurzen submykenischen Phase setzt mit der protogeometrischen Keramik ein neues Gestalten in der griechischen Welt ein. In dieser Frühphase bis etwa 900 v. Chr. wurden die Gefäße meist mit großflächigen, strengen geometrischen Mustern bemalt. Typisch sind mit dem Zirkel gezogene Kreise und Halbkreise. Die Musterabfolgen sind dabei in verschiedene Register angeordnet, die je für sich dekoriert und durch umlaufende Linien voneinander abgesetzt wurden. Im entwickelten geometrischen Stil werden die geometrischen Muster komplizierter. Aufwendige, verschachtelte Mäander und Doppelmäander werden entworfen. Hinzu kommen stilisierte Darstellungen von Menschen, Tieren und Gegenständen. Wagengespanne und Krieger in friesartigen Prozessionen beherrschen die zentralen Bereiche der Gefäße. Immer sind die Darstellungen in schwarzer, selten roter Farbe auf den helleren Tongrund aufgetragen. Gegen Ende des 8. Jahrhunderts v. Chr. wird diese Art der Gestaltung aufgegeben.

#### Orientalisierende Phase

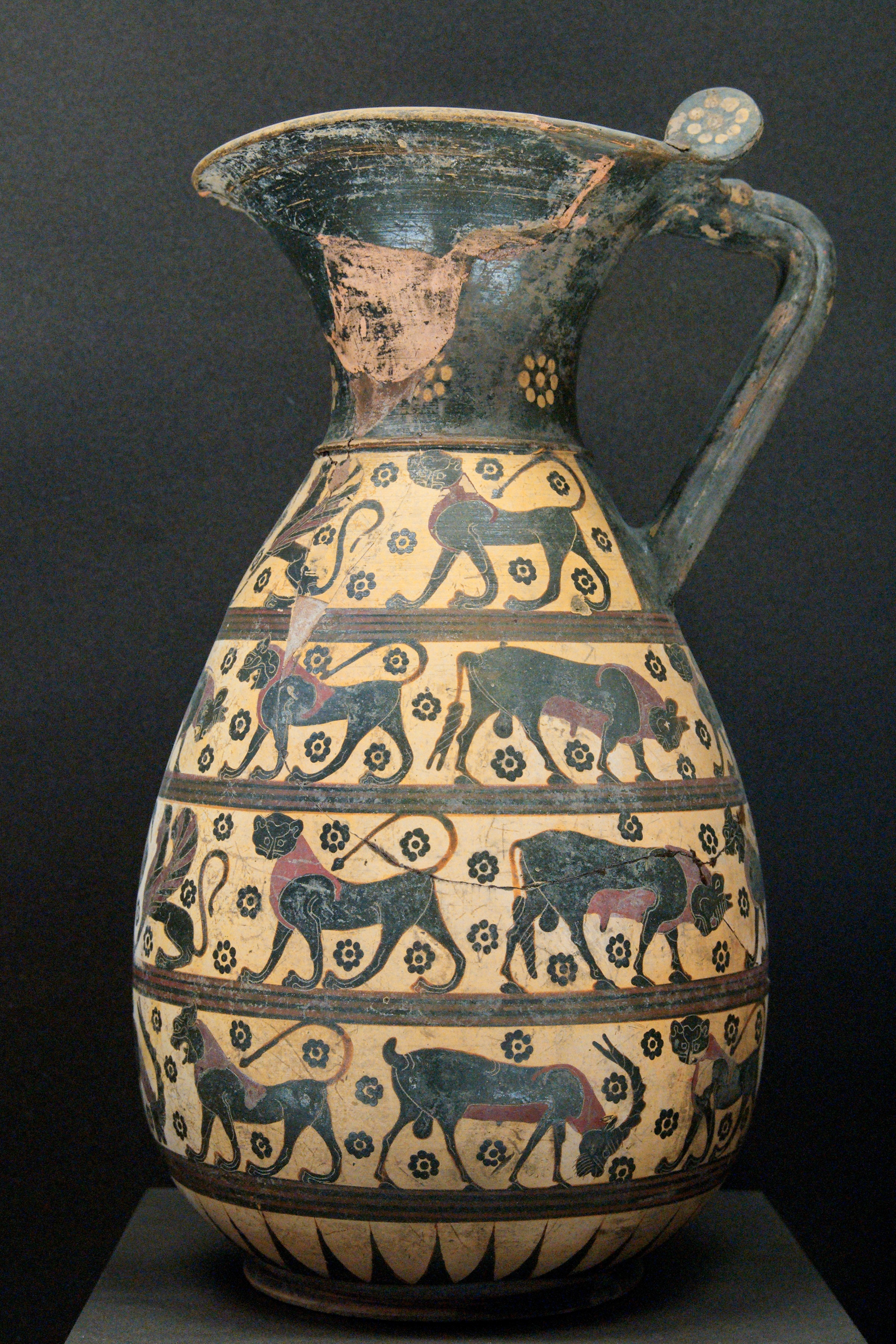
Orientalisierende Olpe

Ab etwa 725 v. Chr. dominierte Korinth die Keramikproduktion Griechenlands. In dieser frühen Phase, die auch als Orientalisierender oder Protokorinthischer Stil bezeichnet wird, werden mehr und mehr figürliche Friese und mythologische Darstellungen in die Vasenmalerei aufgenommen. Haltung, Reihung, Themen und Darstellung wurden hierbei durch orientalische Vorbilder beeinflusst, vor allem die im Orient verbreiteten Darstellungen von Greifen, Sphingen und Löwen fanden Eingang in die Vasenmalerei dieses protokorinthischen Stils. Die Herstellungstechnik entspricht schon ganz derjenigen des Schwarzfigurigen Stils. Der hierfür notwendige Dreiphasenbrand musste folglich zu dieser Zeit bereits entwickelt gewesen sein.

#### Schwarzfigurige Vasenmalerei

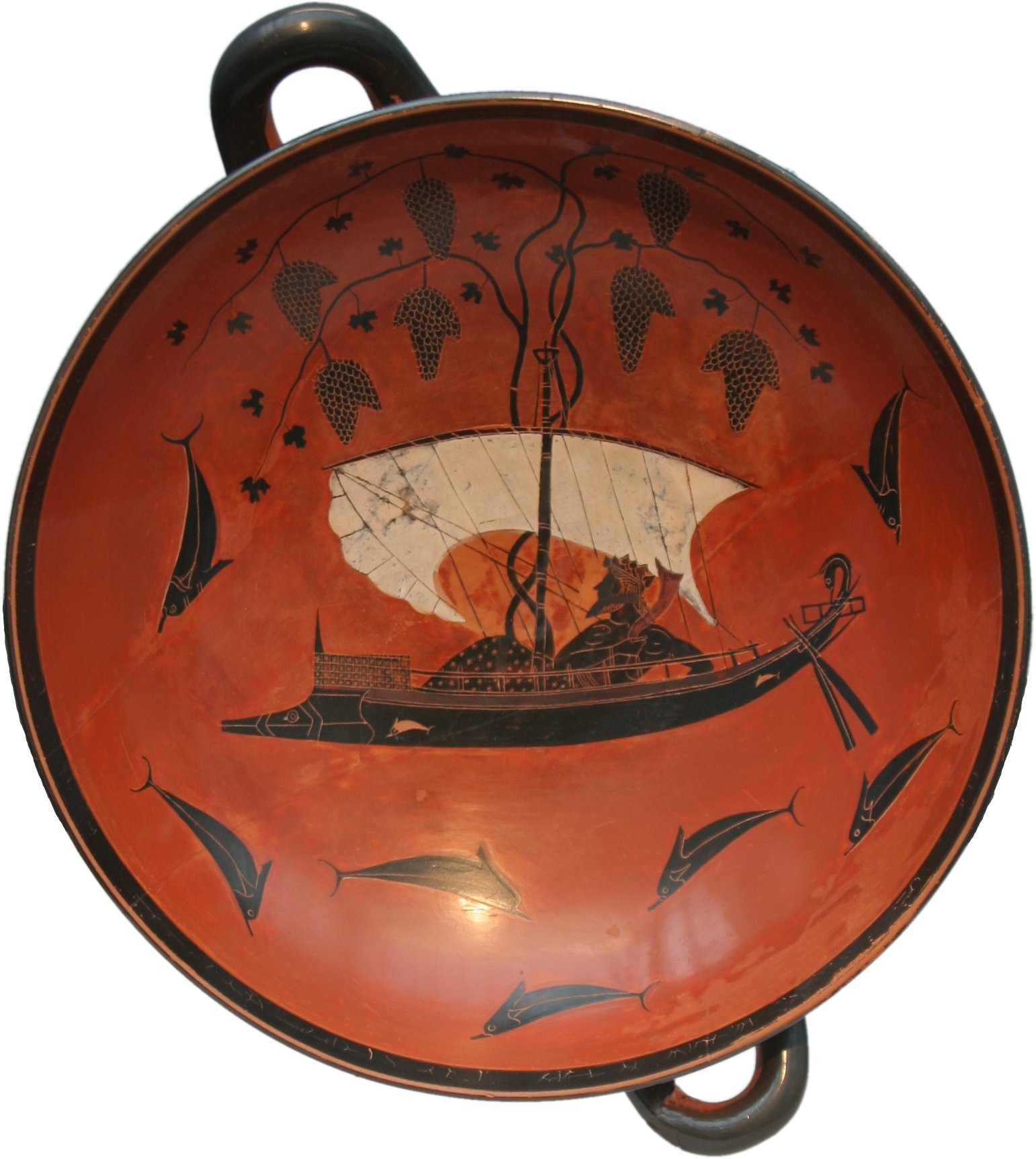
korallenrote Dionysos-Schale des Exekias

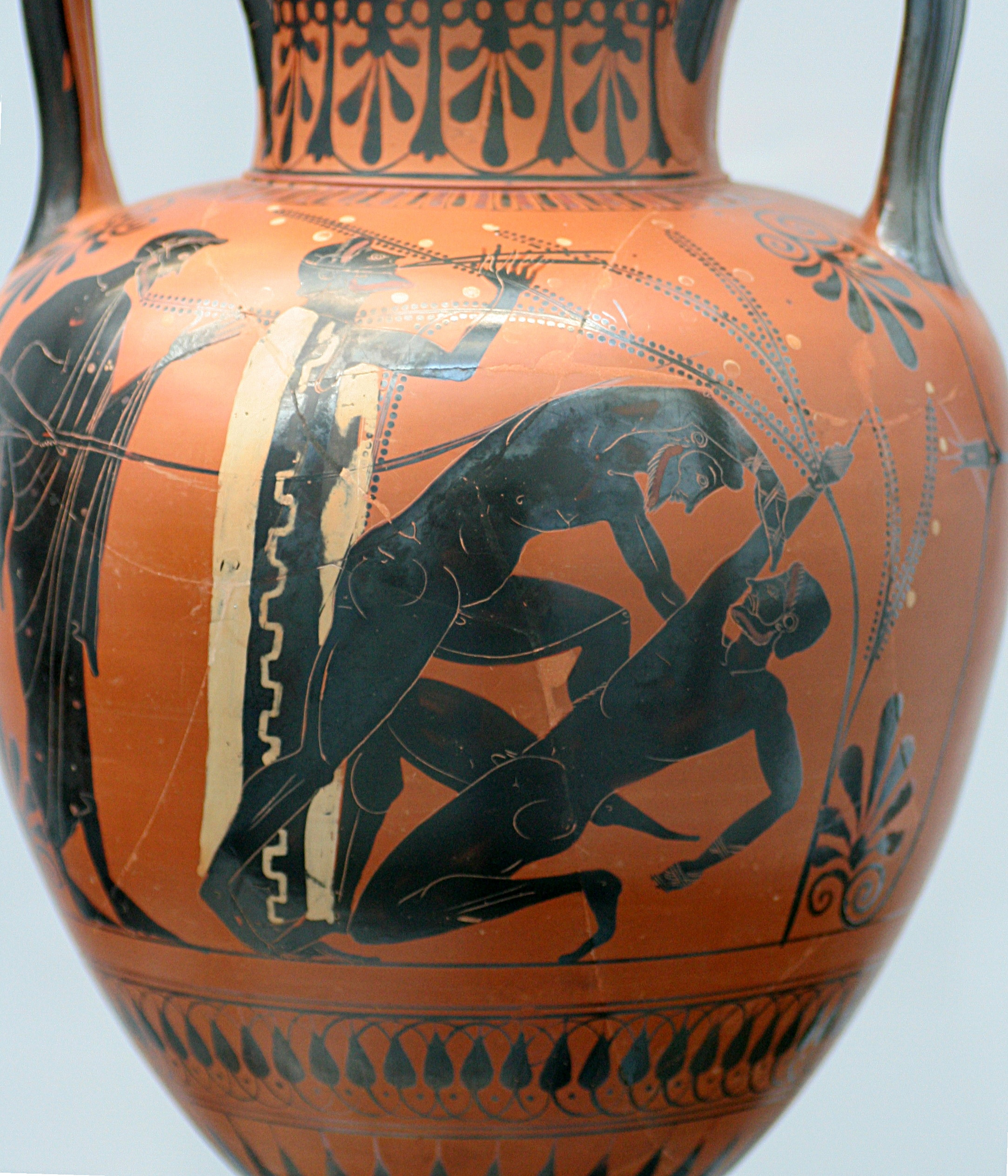
Attisch schwarzfigurige Amphora

Ab der zweiten Hälfte des 7. Jahrhunderts bis zum Beginn des 5. Jahrhunderts v. Chr. wird mit der eigentlichen Schwarzfigurigen Vasenmalerei ein neuer Stil eingeführt. Menschliche Figuren werden vermehrt dargestellt. Die Kompositionsschemata ändern sich. Gelageszenen, Kampfszenen, mythologische Szenen aus dem Umkreis der Heraklessage und des Trojanischen Krieges sind beliebte Motive. Wie bereits in der Orientalisierenden Phase werden die Silhouetten der Figuren mit Schlicker oder Glanzton auf den ledertrockenen, ungebrannten Ton gemalt. Mit einem Stichel werden die feinen Details ausgeritzt. Der Halsbereich oder der Boden sind durch Muster gekennzeichnet wie u. a. durch Ranken-Palmetten-Ornamente. Beim Brennen wird der Grund rot, während der Glanzton eine schwarze Farbe erhält. Erstmals wurde von Korinth auch Weiß als Farbe eingesetzt, vor allem um die Haut weiblicher Figuren abzusetzen.
Auch andere keramische Produktionszentren, etwa Athen, übernahmen die Gestaltungsweise des von Korinth ausgehenden Stils in ihren Produkten. Athen übertrumpfte gar ab etwa 570 v. Chr. Korinth in der Qualität seiner Vasen und im Ausmaß der Produktion. Die entsprechenden Gefäße werden als attisch-schwarzfigurige Keramik angesprochen.
Erstmals lassen sich nun verschiedene Maler- und Töpferpersönlichkeiten fassen, die stolz ihre Werke zu signieren beginnen. Einer der bekanntesten Künstler dieser Zeit ist Exekias. Weitere Künstler von Bedeutung sind Pasiades und Chares. Ab 530 v. Chr. wird mit der Entwicklung des Rotfigurigen Stils der Schwarzfigurige Stil zunehmend bedeutungslos. Doch wurden die sogenannten Panathenäischen Preisamphoren, die bei sportlichen Wettkämpfen, den so genannten Panathenäen, an den Sieger vergeben wurden, auch im 5. Jahrhundert v. Chr. weiter in schwarzfiguriger Technik ausgeführt. Am Ende des 4. Jahrhunderts v. Chr. erlebte der Stil sogar ein kurzes Revival in der etruskischen Vasenproduktion.

#### Rotfigurige Vasenmalerei

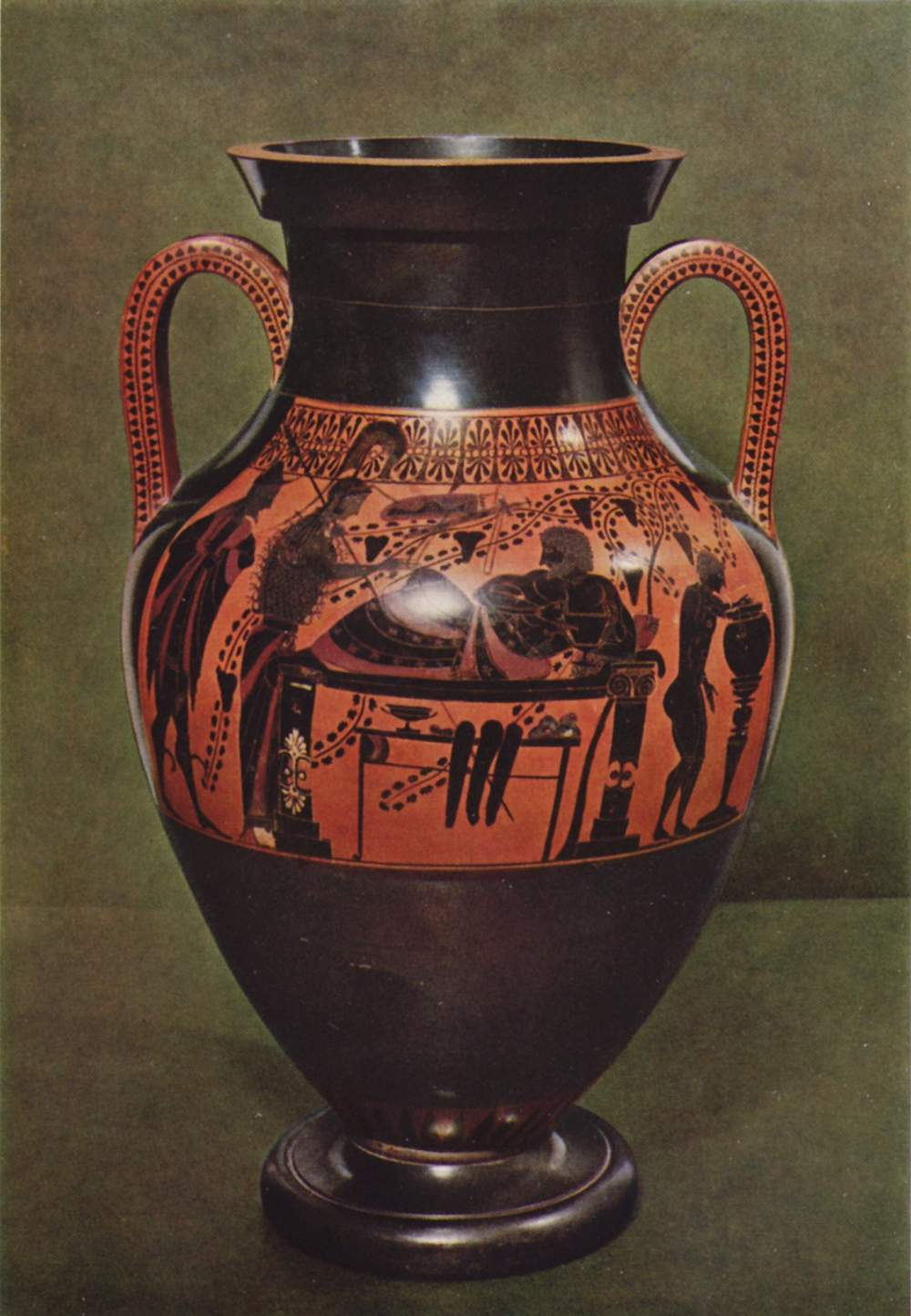
Bilingue Amphora: schwarzfigurige Seite

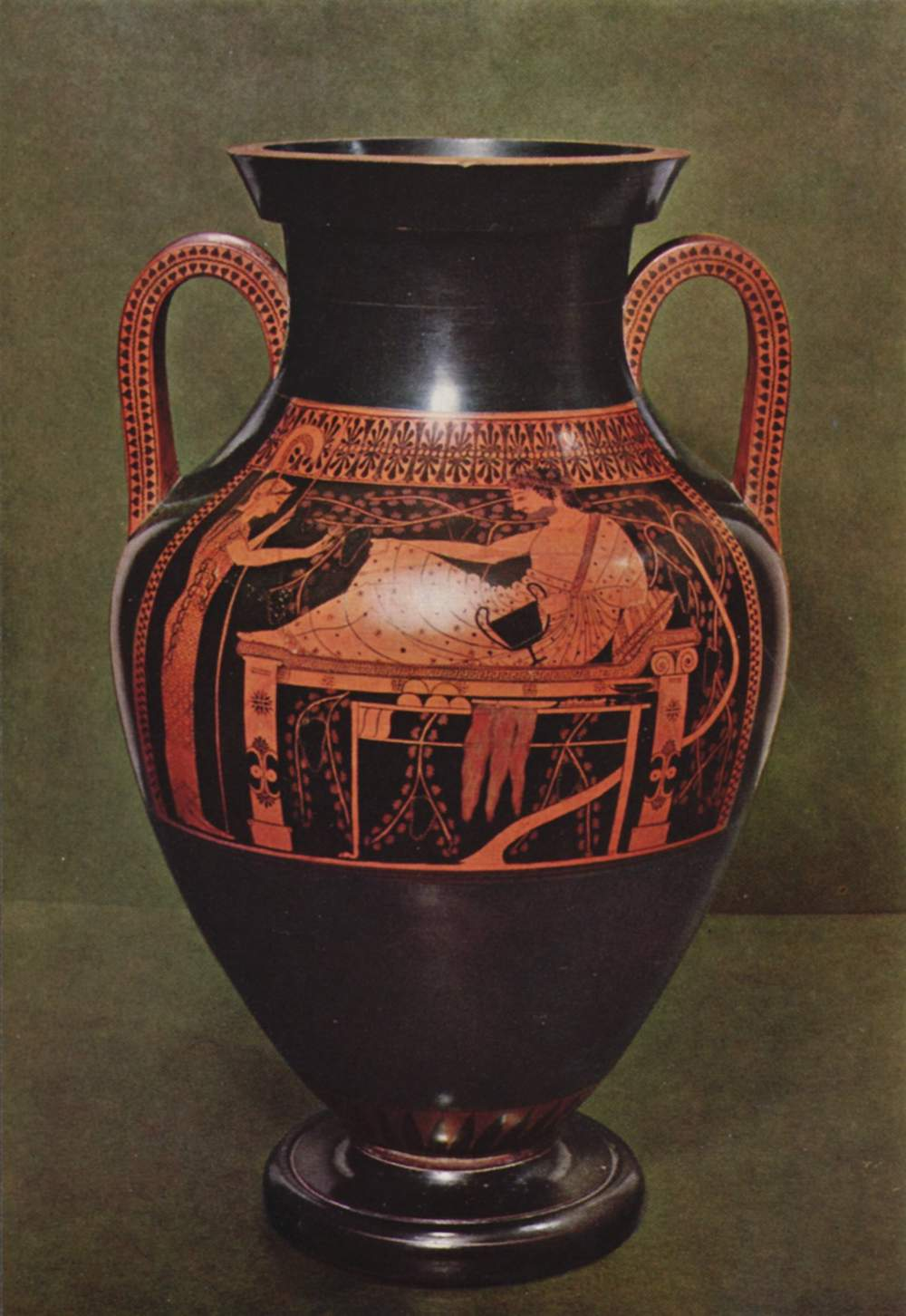
Bilingue Amphora: rotfigurige Seite

Um 530 v. Chr. wurden erstmals Vasen im rotfigurigen Stil produziert. Als Erfinder dieser Technik gilt gemeinhin der Andokides-Maler. In Umkehrung der zuvor gegebenen Farbgebung wurden nun nicht die schwarzen Figurensilhouetten aufgetragen, sondern der Hintergrund wurde geschwärzt, wobei die darzustellenden Figuren ausgespart wurden. Mit einzelnen Borsten konnten in die ausgesparten Figuren feinste Binnenzeichnungen gezogen werden. Unterschiedliche Konsistenzen des Schlickers erlaubten Abstufungen von Brauntönen. In der Anfangszeit des Stils wird noch mit diesen Gegensätzen gespielt, indem bilingue Vasen geschaffen wurden, die zu einem Teil in der schwarzfigurigen, und zum anderen Teil in der rotfigurigen Technik ausgeführt wurden.
Das ganze Spektrum mythologischer Szenen, aber auch Darstellungen aus dem Alltag, aus dem Leben der Frauen und Werkstätten kamen zur Anschauung. Komplizierte Darstellungen von Pferdegespannen, Architekturen, Dreiviertelansichten und Rückansichten wurden aufgeboten, um einen bislang nicht gekannten Realismus in die Darstellung zu bringen.
Häufig werden nun die Signaturen von Malern, wenn auch die Töpfersignaturen noch überwiegen. ἐποίησεν (epóiesen – es/er machte) bezeichnete für gewöhnlich den Töpfer, während die Maler mit ἔγραψεν (égrapsen – es/er zeichnete) signierten. War der Töpfer auch der Maler konnten beide Floskeln vorkommen. Dank dieser Inschriften ließen sich viele Gefäße individuellen Malern zuordnen, über deren Werk und Entwicklung man dadurch einen gewissen Überblick erhält.
Bereits im 5. Jahrhundert v. Chr. entstanden in Unteritalien bedeutende Werkstätten, die diesen Stil nutzten und in Konkurrenz zu attischen Werkstätten traten. Auch andere versuchten diesen Stil zu kopieren, hatten damit aber meist nur lokale Bedeutung.

#### Weißgrundige Vasenmalerei

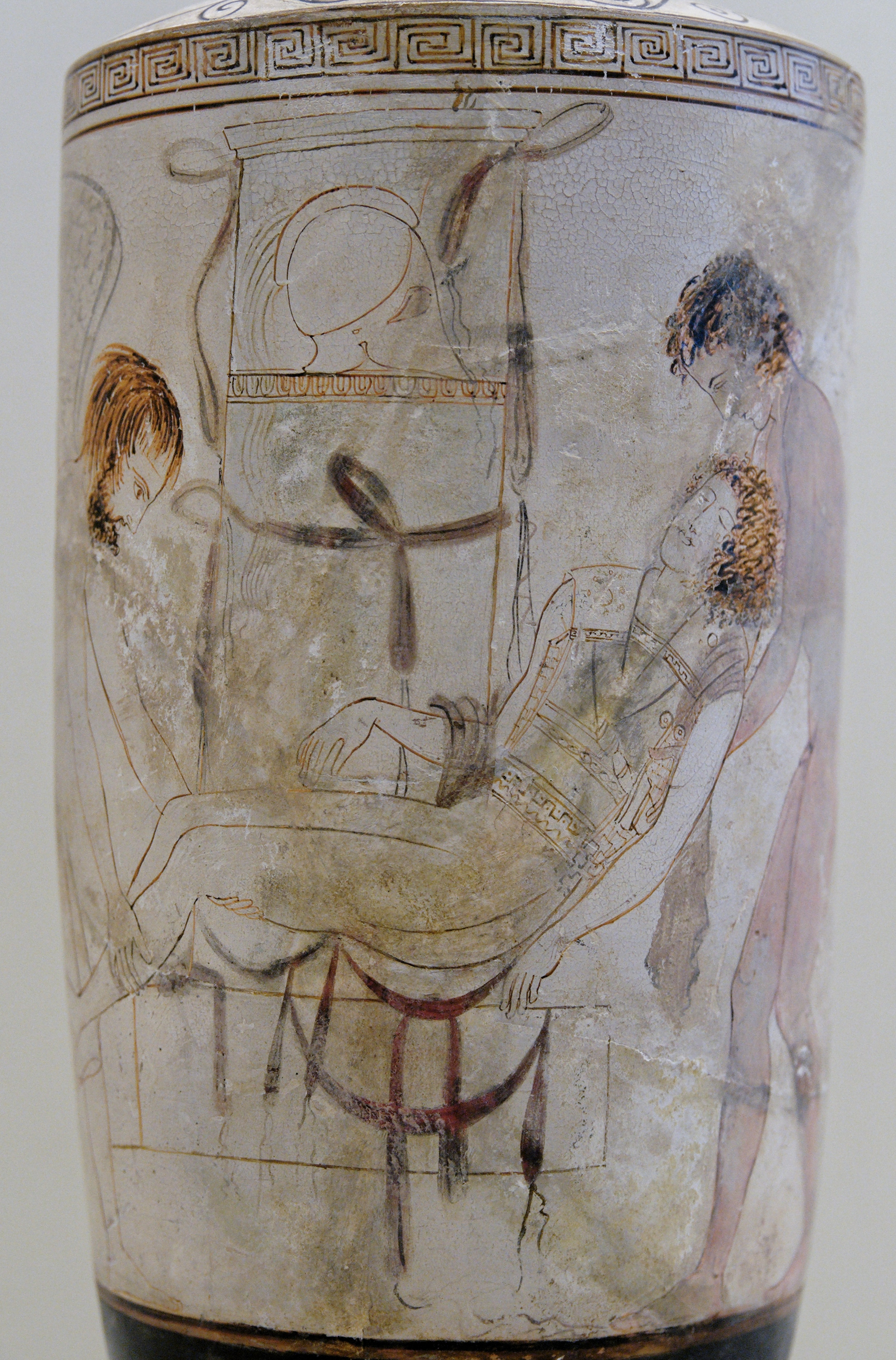
Weißgrundige Lekythos

Weißgrundige Gefäße wurden zunächst mit einer weißen Grundfarbe versehen, auf die schwarz- bzw. rotfigurige oder auch mehrfarbige Szenen gemalt wurden. Diese Technik kam vor allem bei Lekythen, Aryballoi und Alabastren zur Anwendung.

#### Gnathiavasen

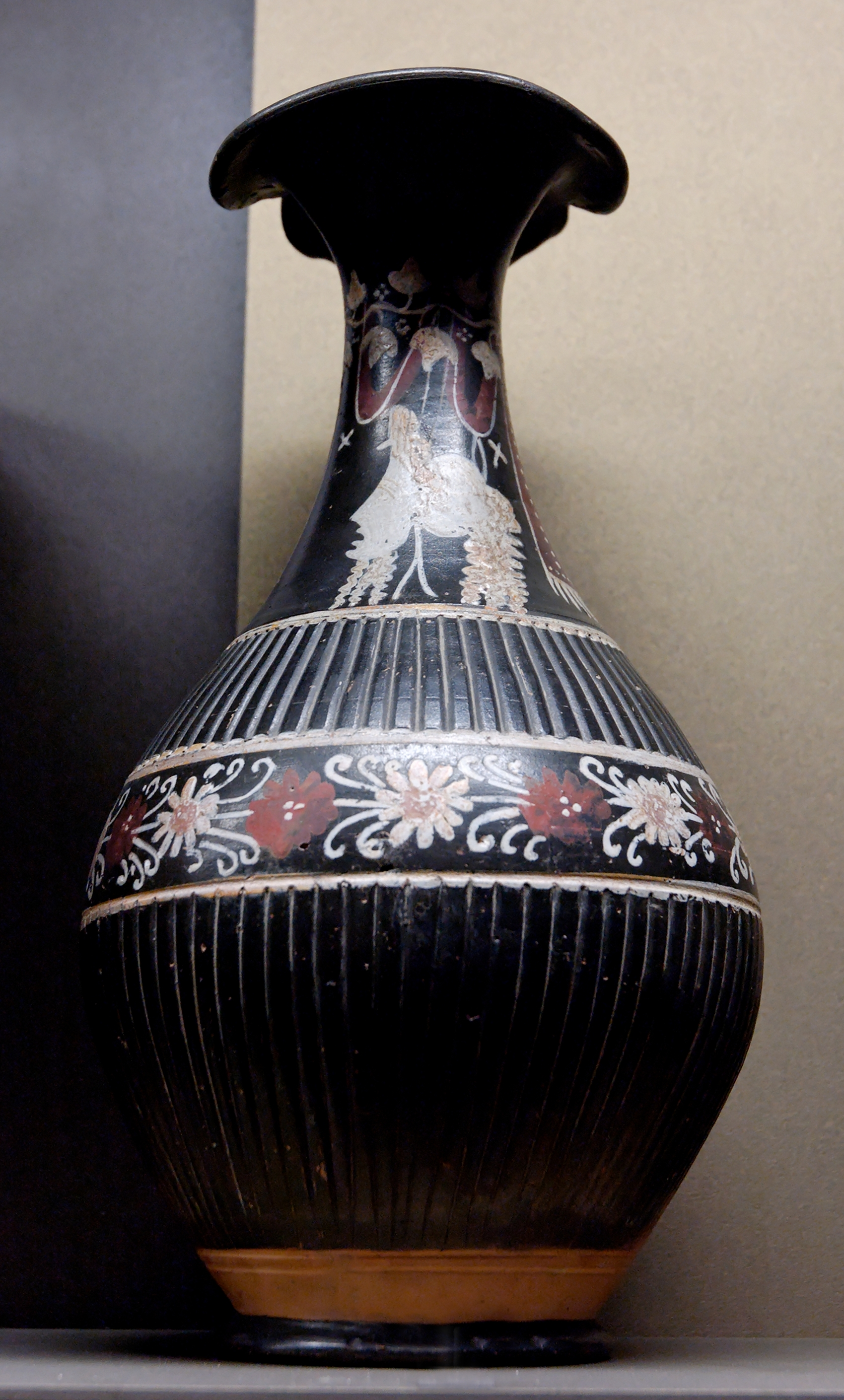
Oinochoe im Gnathiastil, 300/290 v. Chr.

Gnathiavasen, benannt nach dem ersten Fundort Gnathia in Apulien, kamen um 370/360 v. Chr. auf. Es handelt sich um die einzigen Erzeugnisse unteritalischer Vasenproduktion, die weite Verbreitung auch im griechischen Mutterland und darüber hinaus fand. Die Gefäße zeichnen sich durch die Verwendung von Weiß, Gelb, Orange, Rot, Braun, Grün und anderen Farben auf einem schwarz gefirnisten Untergrund auf. Glückssymbole, kultische Geräte, pflanzliche Motive zeichnen die Malereien aus, die ab dem späten 4. Jahrhundert v. Chr. meist nur noch in Weiß ausgeführt wurden. Die Produktion wurde bis um die Mitte des 3. Jahrhunderts v. Chr. aufrechterhalten.

#### Canosiner Vasen

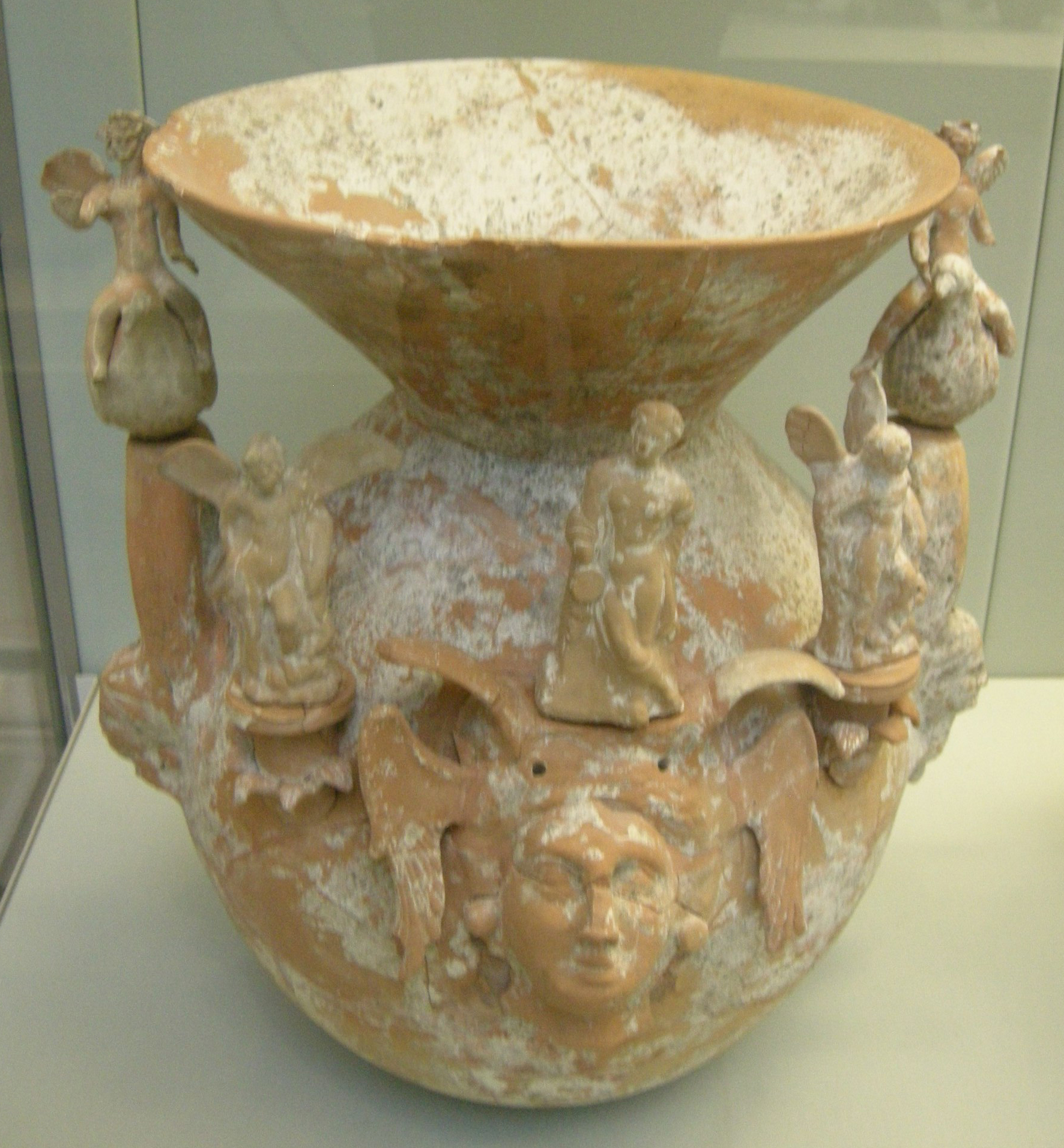
Canosiner Olla, um 320 v. Chr.

Um 300 v. Chr. entstand im apulischen Canosa eine rein lokal beschränkte Produktion als Canosiner Vasen bezeichneter Gefäße, die mit wasserlöslichen, nicht brennbaren Farben auf weißem Grund dekoriert wurden. Es handelte sich um eine Ware, die allein für den Totenkult und als Grabbeigabe produziert wurde. Neben der Malerei zeichnen sich die Gefäße durch große, rundplastische Figuren aus, die den Gefäßkörpern aufgesetzt wurden. Die Ware wurde während des 3. und 2. Jahrhunderts v. Chr. hergestellt.

#### Centuriper Vasen

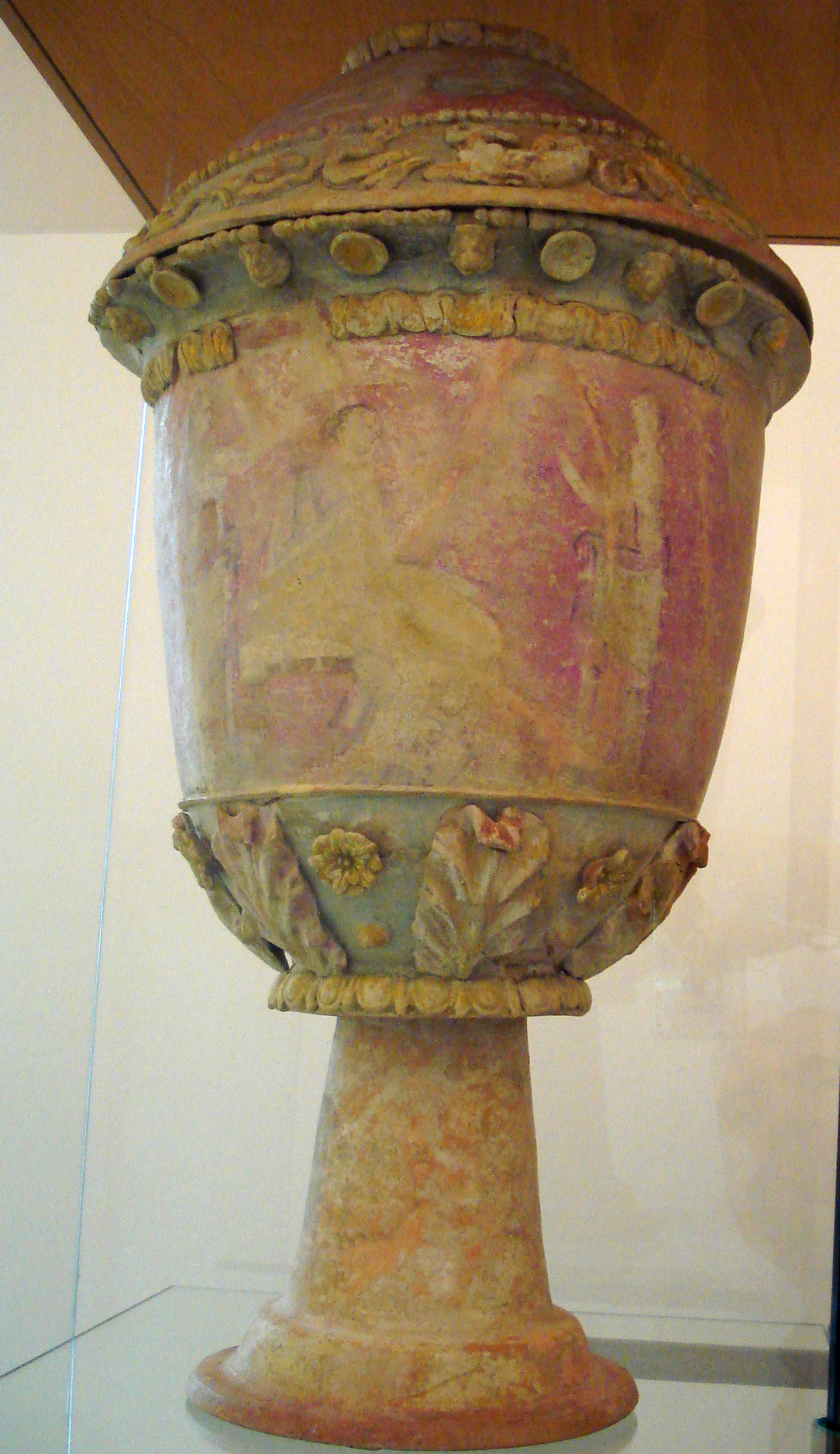
Centuriper Vase, 280–220 v. Chr.

Wie bei den Canosiner Vasen blieb der Handel mit Vasen aus dem sizilischen Centuripe auf den rein lokalen Markt beschränkt. Die Gefäße waren meist aus mehreren Teilen zusammengesetzt und nicht benutzbar. Sie wurden nur als Grabbeigaben verwendet. Die Bemalung war in Pastelltönen gehalten, zartrosa Hintergründe, großformatige Figuren in farblich differenzierten Kleidungsstücken dekorierten die meist reich mit reliefierten Appliken versehenen Gefäßkörper. Opferszenen, Abschied, Totenkult waren Themen der Darstellung.

## Zentren der Vasenmalerei
Zu den bedeutendsten Zentren der griechischen Keramikproduktion und damit der Vasenmalerei zählt neben Attika mit seinem Zentrum Athen vor allem Korinth. Bekannt sind aber auch Vasen, die aus Böotien und Lakonien stammten.
Über die griechischen Kolonien in Unteritalien wurden griechische Töpferkunst und Vasenmalerei auch in Unteritalien bekannt. Seit dem 8. Jahrhundert v. Chr. wurde griechische Keramik in Italien imitiert. Möglicherweise sind auch griechische Töpfer und Vasenmaler dorthin ausgewandert. Ab dem 4. Jahrhundert v. Chr. entwickelte sich in Unteritalien ein eigener Stil, der von griechischen Vorbildern unabhängig war. Die unteritalischen Vasen zeichnen sich oft durch ihre Größe und den reichen Dekor aus, bei dem zusätzlich noch weiße und rote Farbe verwendet wurde.
Als Bildmotive dienten meist Szenen aus den griechischen Götter- und Heldensagen, aber auch Alltagsszenen. So sind Hochzeitsriten oder das Leben der Athleten durch viele Vasendarstellungen überliefert. Auch erotische Darstellungen finden sich in großer Anzahl. Als Sonderform unteritalischer Vasen gelten die Naïskosvasen wegen ihres namensgebenden Motives, welches auf den Totenkult und das Begräbnis verweist.

## Herstellung und Werkstätten antiker griechischer Vasen
Die Herstellung antiker Keramik lässt sich anhand von Tonanalysen, Ausgrabungen antiker Werkstätten, Vergleichen mit modernen Töpfereien und Auswertungen von Vasenbildern nachvollziehen. Eine Reihe von korinthischen Tontafeln zeigen Szenen aus dem Leben von Töpfern und Malern. Auch Töpferwerkstätten sind auf insgesamt 16 attischen Vasen und einem böotischen Skyphos abgebildet.

### Herstellung

#### Der Ton

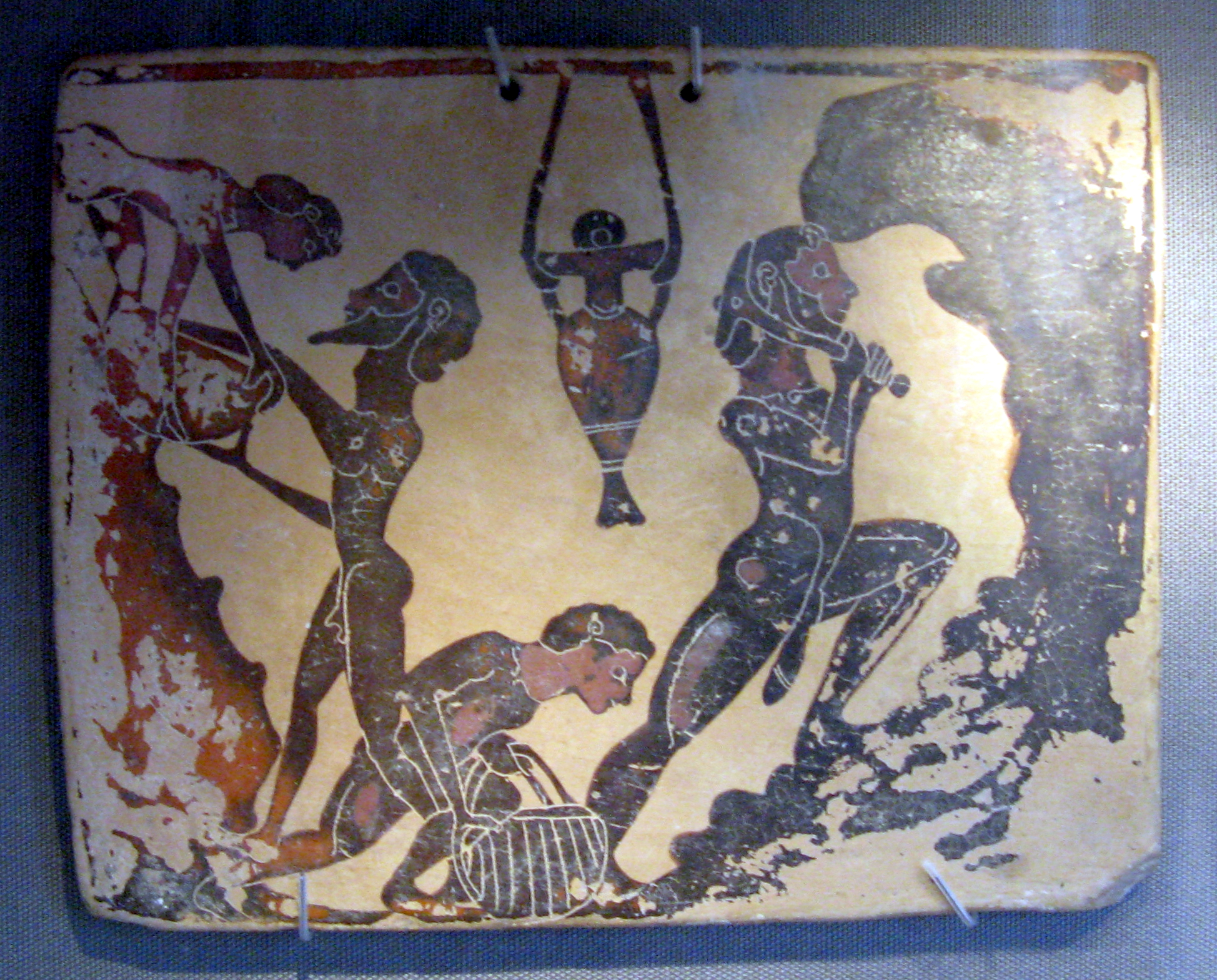
Abbau in der Tongrube auf einem korinthischen Pinax aus Penteskouphia.

Für die Herstellung ist vorerst Tongewinnung von großer Bedeutung. Es handelt sich hierbei um ein verwittertes Gestein. Dieses wurde oft vom Ort der Entstehung weggeschwemmt und dabei mit anderen Elementen vermengt. Die beigemischten Elemente bestimmen die Färbung des Tons nach dem Brennen. Korinthischer Ton nahm eine gelbliche, attischer eine rötliche und unteritalischer Ton eine graubraune Färbung an. Vor der Bearbeitung musste der Ton von Verunreinigungen befreit werden. Der Ton wurde hierzu in der Werkstatt in einem großen Becken eingeweicht oder geschlämmt. Dabei sank die grobe Tonerde zu Boden und die restlichen organischen Verunreinigungen stiegen an die Oberfläche. Der dicke Tonschlamm wurde anschließend in ein zweites Becken umgeleitet, wo das überschüssige Wasser verdunstete. Schließlich wurde der Ton ausgestochen und längere Zeit feucht gelagert. Durch Fäulnisprozesse (auch als „Altern“ bezeichnet) während des Lagerns wurde der Ton geschmeidiger. Zu fettige (weiche) Tone mussten vor der Bearbeitung mit Sand oder gemahlener Keramik fester gemacht (gemagert) werden. Da sich bei den figurenverzierten Vasen Athens kaum Magerung feststellen lässt, sind diese Gefäße mit einem besonders gut gealterten Ton angefertigt worden.

#### Das Formen

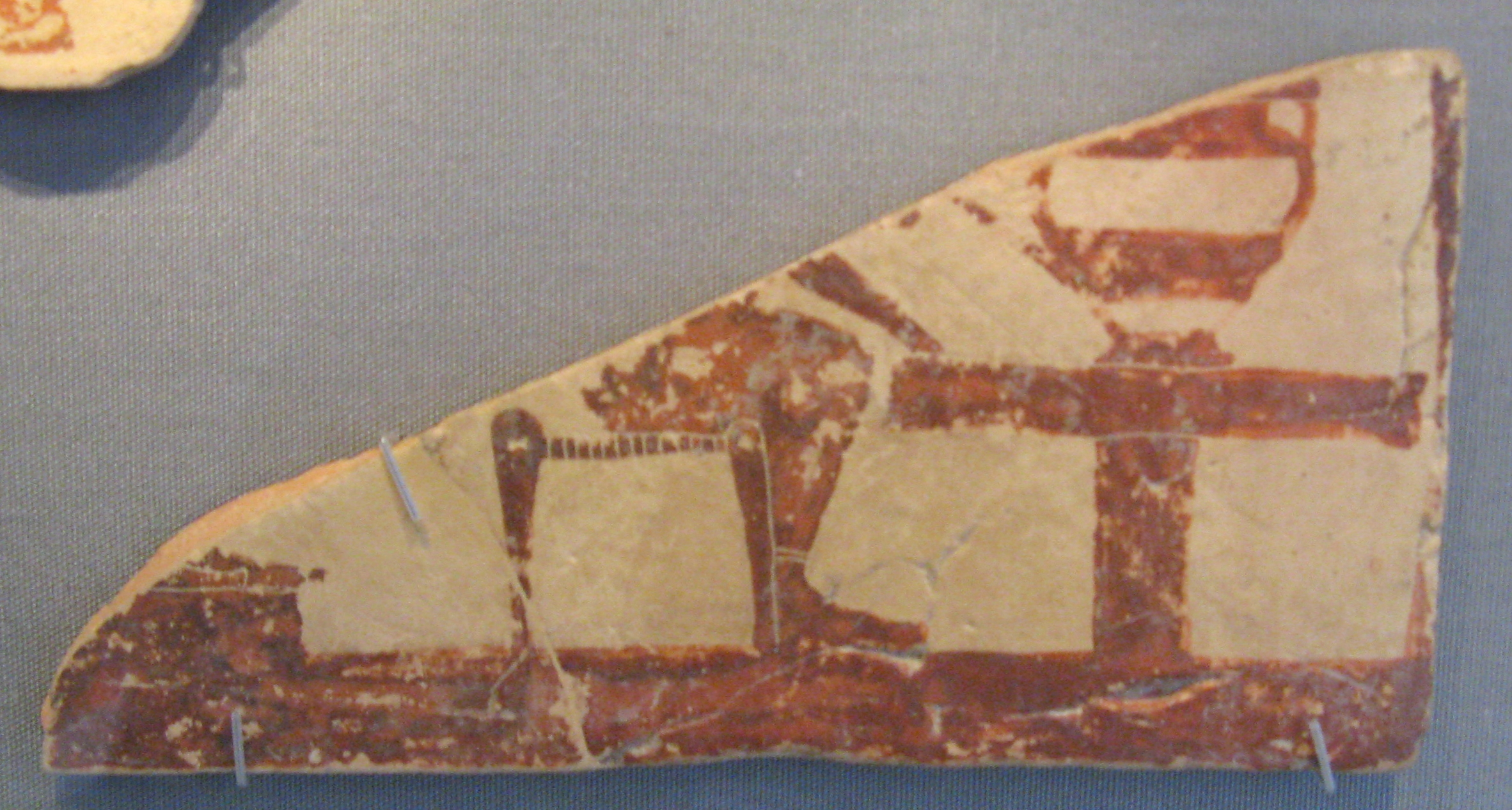
Das Formen einer Vase auf einer Töpferscheibe auf einer der Pinakes aus Penteskouphia (575/550 v. Chr.).

Nachdem der Ton die richtige Konsistenz hatte, wurde er mit den Füßen gründlich durchgeknetet (Herodot II 36) und in einzelne Stücke unterteilt. Der Ton wurde auf die Töpferscheibe gelegt und zentriert, damit beim Drehen keine Schwankungen entstanden.
Die Drehscheibe gab es in Griechenland schon seit dem 2. Jahrtausend v. Chr. Eine literarische Beschreibung liefert die Ilias (XVIII 599-601). Die Töpferscheibe wurde durch einen sitzenden oder hockenden Gehilfen gedreht, was durch zahlreiche Vasenbilder belegt ist.
Nach der Zentrierung auf der Töpferscheibe wurde aus dem Ton der Gefäßkörper gedreht. Falls das Gefäß höher als der Arm des Töpfers war, wurde es aus mehreren Teilen zusammengesetzt. Fertige Teile wurden von der Drehscheibe mit einer Schnur abgeschnitten, was durch Spuren nachweisbar ist. Gefäßfüße, Henkel und Appliken (etwa Masken in Relief) wurden separat geformt und mit dünnem Ton angeklebt. Die fertig gedrehten Gefäße wurden an einem trockenen und schattigen Ort zum langsamen Trocknen aufgestellt, um Risse durch zu schnelles Trocknen zu vermeiden. Sobald der Ton lederhart war, wurde das Gefäß auf der Töpferscheibe „abgedreht“. Der Töpfer schnitt den überschüssigen Ton ab und versah Mündungen und Füße mit den für antike Gefäße typischen scharfen Kanten.

#### Dekoration

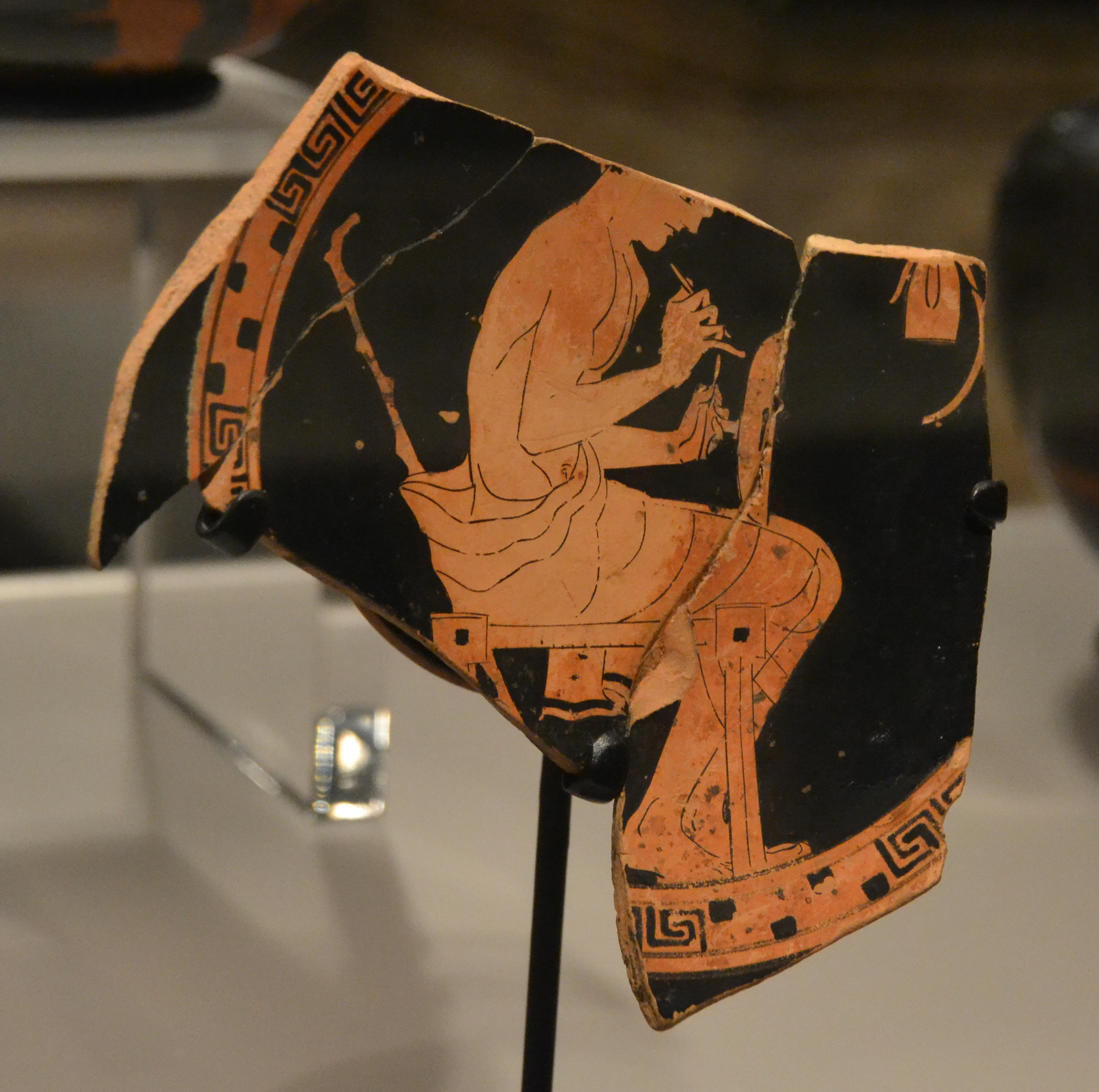
Ein Vasenmaler verziert eine Schale; fragmentierte attisch-rotfigurige Schale des Antiphon-Malers, um 480 v. Chr.; Museum of Fine Arts, Boston, Inventarnummer 01.8073

Die Bemalung der Gefäße fand vor dem Brennen statt. Das Gefäß wurde zuerst mit einem feuchten Lappen abgewischt und anschließend mit einem stark verdünnten Glanzton überzogen, der dem Tongrund nach dem Brennen eine rötliche Färbung gab. Hierfür wurden oft Tonschlicker oder andere Erdfarben verwendet. Die Gefäße wurden entweder auf der Töpferscheibe bemalt oder der Vasenmaler hielt sie vorsichtig auf dem Schoß. Dieser Malvorgang wird durch zahlreiche Vasenbilder, Probebrände und unvollendete Stücke bestätigt.
Bei geometrischen, orientalisierenden und schwarzfigurigen Vasen wurden die Figuren wahrscheinlich mit einem Pinsel aufgetragen. In spätgeometrischer Zeit wurde auf einigen Vasen weiße Deckfarbe verwendet, die oft abgeblättert ist und uns Details sichtbar macht, welche der Maler vor dem Betrachter verbergen wollte.
Die Ritzung der Gefäße war besonders für die schwarzfigurige Malerei charakteristisch und wurde vermutlich von der Arbeitsweise der Gravuren herstellender Metallhandwerker abgeschaut. Zur Ritzung haben die Maler Werkzeuge wie zum Beispiel einen scharfen Metallgriffel verwendet. Seit der protogeometrischen Epoche wurden auch Zirkel benutzt, um konzentrische Halbkreise und Kreise zu konstruieren. Ab der mittelprotokorinthischen Periode sind Vorzeichnungen nachweisbar, welche mit einem spitzen Holzstück oder mit einem scharfen Metallinstrument angefertigt wurden. Diese Ritzungen waren nach dem Brennen kaum noch sichtbar. Rotfigurige Vasenmaler haben des Öfteren die Darstellung zunächst skizziert. An manchen Gefäßen lässt sich nachweisen, dass die fertigen Bilder nicht mit den Skizzen übereinstimmen. Ein gutes Beispiel hierfür ist eine Halsamphora des Kleophrades-Malers, auf der ein Satyr mit Speer und Lanze abgebildet ist, ursprünglich aber einen Brustpanzer halten sollte.
Unvollendete rotfigurige Vasenbilder zeigen, dass die Maler ihre Vorzeichnungen mit einem bis zu 4 Millimeter breiten Streifen umrandet haben. Dieser Streifen ist auch bei fertiggestellten Vasen nachweisbar. Die Binnenzeichnung wurde mit verschiedenen Linien ausgeführt. Um den Umriss des Körpers, Gliedmaßen und die Haare deutlich hervorzuheben, wurden Relieflinien (erhabene Linien aus schwarzem Glanzton) verwendet. Diese Relieflinien sind auch bei schwarzfigurigen Gefäßen erkennbar. Die übrigen Details wurden mit tiefschwarzer oder zu Braun verdünnter Tonfarbe gezeichnet. Zum Abschluss wurde der Hintergrund, bei offenen Gefäßen auch die Innenseite, mit einem dicken Pinsel schwarz eingefärbt.
Auf den Gefäßen befinden sich auch Inschriften: Töpfer- oder Malersignaturen, beigeschriebene Namen für die Erläuterung des Dargestellten und Kalos-Inschriften. Gelegentlich gibt es auch auf den Gefäßböden eingeritzte Zeichen. Manchmal wurde so der Preis angebracht, etwa ein großes Beta, oder die Einritzung diente als Herstellermarke.

#### Brennvorgang

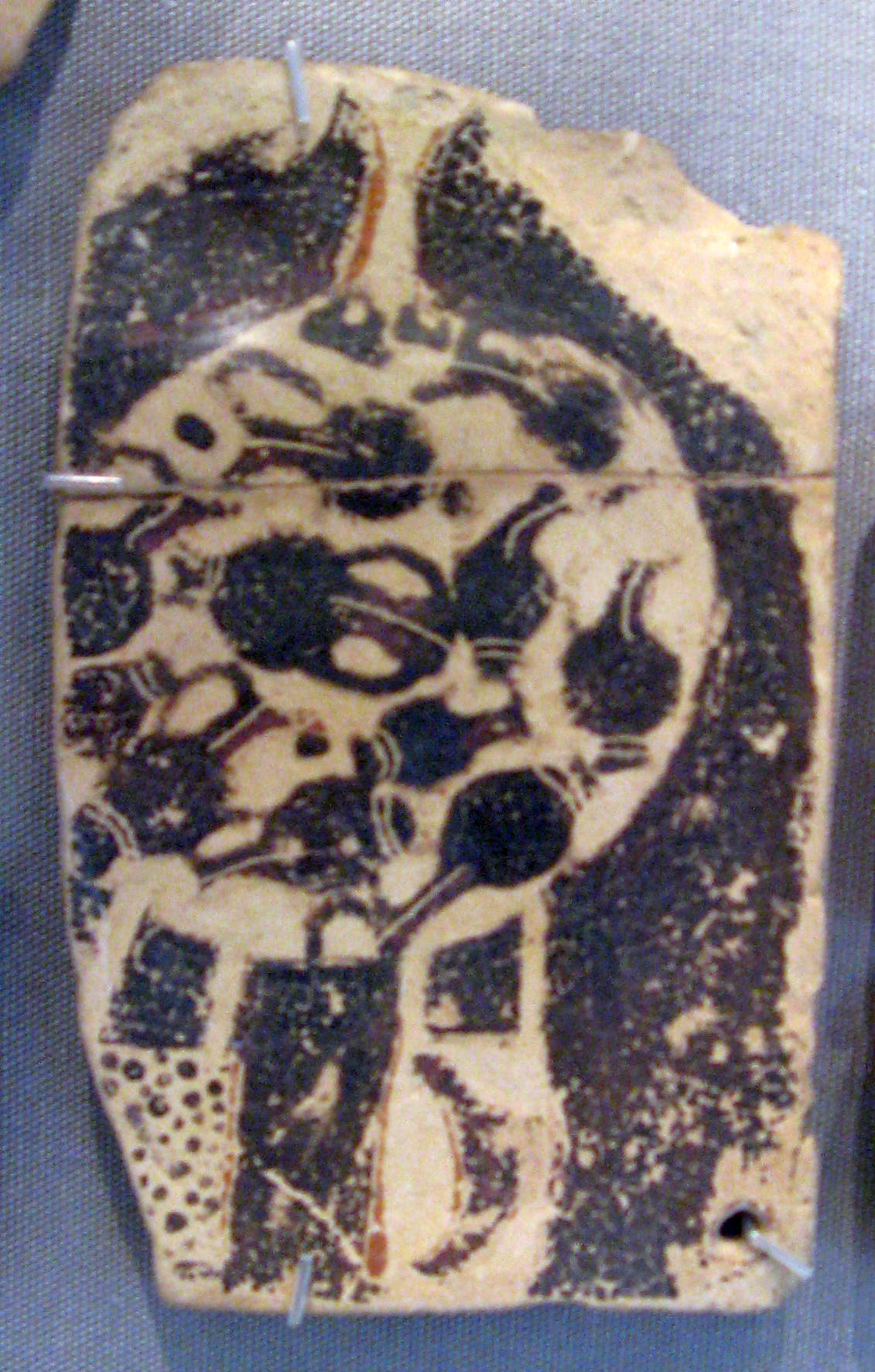
Blick in einen Brennofen auf einem Pinax aus Penteskouphia.

Nach vollständigem Trocknen konnten die Gefäße gebrannt werden. Es wurden permanente und kurzzeitig benutzte Öfen in der Antike verwendet. Die Öfen wurden von den Töpfern selbst aus Feldsteinen und Ziegeln gebaut und hatten je nach Bedarf unterschiedliche Durchmesser. Sie waren teilweise in die Erde eingelassen, um das Beladen der Brennkammer zu erleichtern und Wärme zu halten.
Die Öfen hatten einen runden oder rechteckigen Grundriss und eine Kuppel mit einem Abzugsloch in der Mitte. Auf einer Seite befand sich die Einsatzöffnung, um die Keramik in der Brennkammer aufzustellen. Diese Öffnung wurde vor dem Brennen zugemauert. Auf der anderen Seite befand sich das Schürloch mit dem Schürhals. Über der Schürkammer (Hölle) befand sich die Lochtenne, ein durchlochter Boden, welcher mit Pfeilern abgestützt wurde. Eine zweite durchlochte Decke befand sich unter der Kuppel, um die aufsteigende heiße Luft zu verlangsamen. Die Gefäße in der Brennkammer wurden dicht nebeneinander gestellt und Tonkeile bzw. Tonringe sollten ein Verrutschen der Ladung verhindern. Gefäße gleicher Form wurden auch ineinander gestellt, was durch ringförmige Verfärbungen auf den Innenseiten antiker Vasen belegt ist. Auch der Raum in der Hölle wurde zum Brennen unverzierter Keramik genutzt. Da der Brennvorgang gefährlich und mit Fehlbränden verbunden war, hängten Töpfer Weihetafeln und unheilabwendende Masken an ihre Öfen.
Figurenverzierte Keramik musste in regulierbaren Öfen bei Temperaturen bis zu 900 °C in der sogenannten Eisenreduktionstechnik gebrannt werden. Die Farbgebung entstand durch wiederholte Oxidation und Reduktion des Eisens. Der feine Tonschlicker war reich an Illit und verbackte oder versinterte leichter bei hoher Hitze als der Ton der Gefäßwandung. Der Brennvorgang bei der Herstellung schwarz- und rotfiguriger Keramik bestand aus drei Phasen und wird Dreiphasenbrand oder Dreistufenbrand genannt.

##### Der Dreiphasenbrand
Erste Phase:

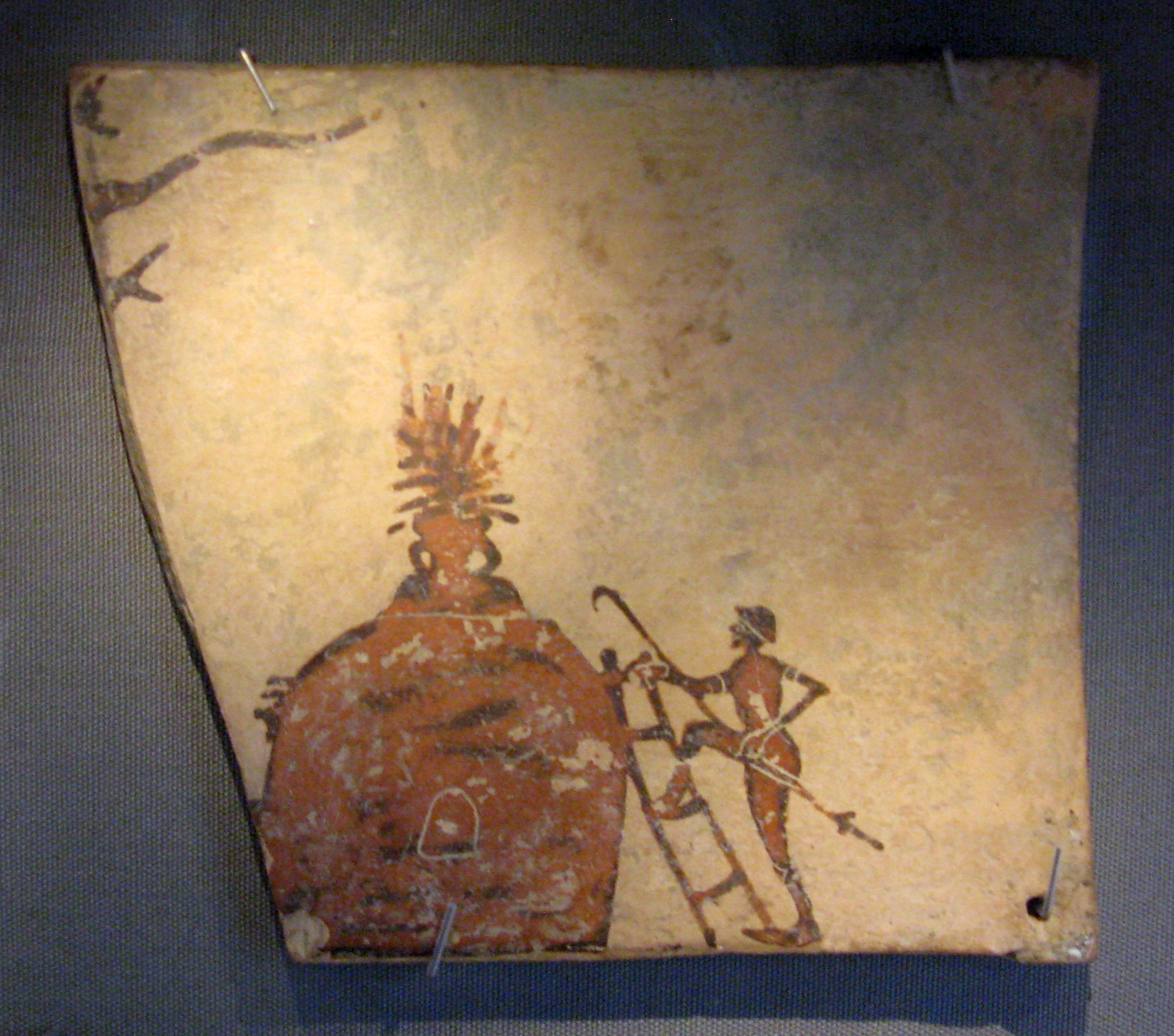
Überprüfung des Brennvorganges durch den Töpfer auf einem Pinax aus Penteskouphia.

Die im Ton vorliegenden verschiedenen Eisenoxide werden durch reichliche Luftzufuhr während des Brennens bei einer Temperatur von etwa 900 °C in rotes Eisenoxid (Fe2O3, Eisen(III)-oxid) umgewandelt. Diese Stufe dauerte bis zu 9 Stunden.
Zweite Phase:
Diese Phase dauerte nur 5 bis 10 Minuten. Feuchtes Brennmaterial wurde auf das Feuer geworfen, um Rauch zu erzeugen. Das Schürloch und der Abzug wurden verschlossen, und dem Eisen(III)-oxid wurde somit Sauerstoff entzogen. Durch diese Reduktion bildete sich schwarzes Eisen(II,III)-oxid (Fe3O4). Das ganze Gefäß färbte sich schwarz.
Dritte Phase:
In dieser letzten Phase wurden Schürloch und Abzug wieder geöffnet, und das Eisenoxid (Fe3O4) der nicht versinterten Partikel des Gefäßtons wurde wieder zu rotem Eisen(III)-oxid (Fe2O3) oxidiert. Der feine, schwarz gewordene Tonschlicker der Malerei war aber in der Hitze bereits wie eine Glasur verbacken. Dadurch konnte sich der Sauerstoff nicht mit dem darin eingeschlossenen schwarzen Eisen(II,III)-oxid verbinden, und die Malerei blieb schwarz, während der übrige Ton des Gefäßes wieder rot wurde.

### Werkstätten
Antike Töpfereien variierten erheblich in Größe und Aufbau. Es gab Wandertöpfer, welche die Bedürfnisse kleiner ländlicher Gemeinden befriedigten. Sie benötigten meist nur brauchbaren Ton, einige Werkzeuge und eine tragbare Töpferscheibe. Grobe Waren wurden oft in offenen Feuern gebrannt. Korinths bekanntestes Töpferviertel befand sich westlich der Agora und lag in einiger Entfernung zum Stadtzentrum. Anhand von Werkstattabfällen kann die Existenz von mehreren Werkstätten bezeugt werden, welche sich in den Außenbezirken und auf dem Forum befunden haben. Töpfer waren meist nicht nur auf eine Warenart spezialisiert und haben neben Vasen auch Tonfiguren und Dachziegel hergestellt. Tonvorkommen gab es in unmittelbarer Nähe und auf den Abhängen der Burg Akrokorinth.
Die Standortauswahl von Werkstätten war nicht nur vom Tonvorkommen, sondern auch von der Verfügbarkeit des Brennmaterials und der Erreichbarkeit des Marktplatzes abhängig. Da korinthische Töpfereien in der Nähe von gutem Ackerland angesiedelt waren, wird vermutet, dass diese auch Landbesitzer waren und Landwirtschaft betrieben haben.
In Athen war das bekannteste Töpferviertel der Kerameikos, der seinen Namen vom Schutzpatron der Töpfer hat. Die Töpfer von Athen konnten Ton nicht immer selbst abbauen und waren somit auf Zulieferer angewiesen. Tonvorkommen in der Umgebung Athens gab es im 15 km entfernten Kap Kolias, im Illissosgebiet und in Marousi. Figurenverzierte Keramik geringerer Qualität wurde auch außerhalb des Zentrums (Akademie, Odos Lenormant) hergestellt, was durch Töpfereiabfälle bezeugt ist.

#### Aufbau der Werkstätten
Eine Werkstatt bestand aus einem Wohnhaus mit einem geräumigen Hof mit regengeschützten Räumen, Regalen für trocknende Keramik, Werkzeuge, Brennmaterial und Ton, Töpferscheiben, Brennöfen, Becken zum Schlämmen des Tons und einer guten Wasserversorgung. Vermutlich haben sich mehrere Werkstätten Öfen, Brunnen und Zisternen geteilt. Über die Anzahl der Arbeiter einer Werkstatt ist kaum etwas bekannt. Plato (Politeia, 467A) erwähnt, dass Töpfer ihre Kinder in ihrem Beruf ausbildeten. Daraus lässt sich schließen, dass antike Töpfereien Familienbetriebe waren.
Signaturen auf antiken Gefäßen scheinen dies zu bestätigen: Die Töpfer Tleson und Ergoteles signierten mit der Formel: „Sohn des Nearchos“. Nearchos selbst signierte als Maler und Töpfer. Signaturen auf figurenverzierten Vasen sind nur selten vorhanden. Etwa 900 von rund 70 000 bekannten Vasen sind signiert. Namentlich uns bekannte Töpfer sind z. B. Nikosthenes und Exekias. Es kommt auch vor, dass Vasen doppelt signiert sind. Wenn es sich nicht um ein und dieselbe Person handelte, wurden Töpfer und Maler der Vasen getrennt angegeben.

## Neuzeitliche Rezeption
Die Mäzene und Humanisten der italienischen Renaissance wussten nicht nur über die etruskische und italische, sondern auch über die griechische Herkunft der Vasen Bescheid, wie dies etwa der Briefwechsel Angelo Polizianos belegt. Trotzdem blieb selbst noch nach den Arbeiten von Johann Joachim Winckelmann, der den griechischen Ursprung der etruskischen und italischen Funde betonte, die generelle Bezeichnung etruskisch bis in die Mitte des 19. Jahrhunderts vorherrschend. Erst mit der nach der Befreiung Griechenlands dort einsetzenden Ausgrabungstätigkeit konnten Herkunft und Zuordnung der Vasen eindeutig geklärt werden. Seit dem 19. Jahrhundert ist die griechische Vasenmalerei ein intensiv bearbeiteter Forschungsgegenstand der Klassischen Archäologie.

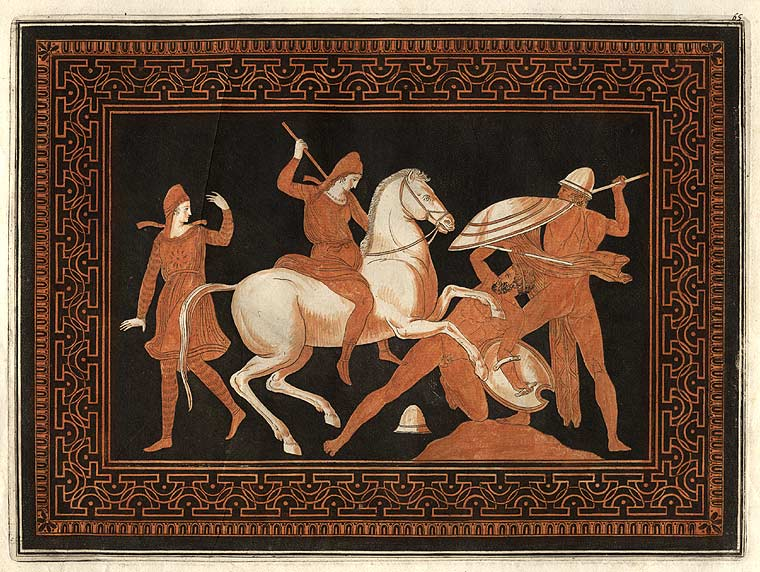
Abbildung aus den Collection Of Etruscan, Greek And Roman Antiquities, der Publikation der Sammlung von William Hamilton durch Pierre-François Hugues d’Hancarville ab 1767.

Höchst erstaunlich ist die fehlende Rezeption der antiken Vasenmalerei im Kunstschaffen der Renaissance, wohingegen Gefäße aus Stein und Metall begierig nachgeahmt wurden und die antike Wandmalerei entscheidende Impulse für die Malerei der Hochrenaissance und des Manierismus sowie für die Keramikbemalung lieferte. Ein Grund mag wohl in der fehlenden Farbigkeit der griechischen Vasen liegen, die selbst in ihrer Hochblüte nicht mit der Farbenpracht und Tiefenwirkung der antiken Wandmalerei konkurrieren konnte. Gegenüber den gestalterischen Möglichkeiten der neuzeitlichen Majolika aus Urbino, Faenza etc. mit einer sich ständig erweiternden Farbpalette auf Zinnglasur musste die antike Reduktion auf Rot und Schwarz blass und düster wirken. Entscheidend für die Einschätzung waren wohl auch der Materialwert und damit die repräsentativ-dekorative Funktion. Dies belegt die wohl erste Wiedergabe eines Interieurs in der italienischen Literatur in der Novella XLII von Matteo Bandello, wo im vornehmen Haus einer römischen Kurtisane ein Regal mit bellissimi vasi di varie e preziose materie formati, con pietre alabastrine, di porfido, di serpentino e di mille altre spezie beschrieben wird. Dieses Dekorationsprinzip bestimmte offensichtlich auch die generelle Ausstattung stadtrömischer Paläste mit antiken Vasen aus Marmor und Halbedelsteinen, Skulpturen aus Marmor und Bronze sowie Büsten – oft aus verschiedenfarbigem Marmor. Lediglich im Palazzo Chigi Odescalchi werden vereinzelt aufgestellte griechische Keramikvasen als Blickfang eingesetzt. Ansonsten figurieren griechische Vasen weder auf Stillleben noch in den Wunderkammern, die immerhin eine eigene Abteilung für Antiquitas besaßen.

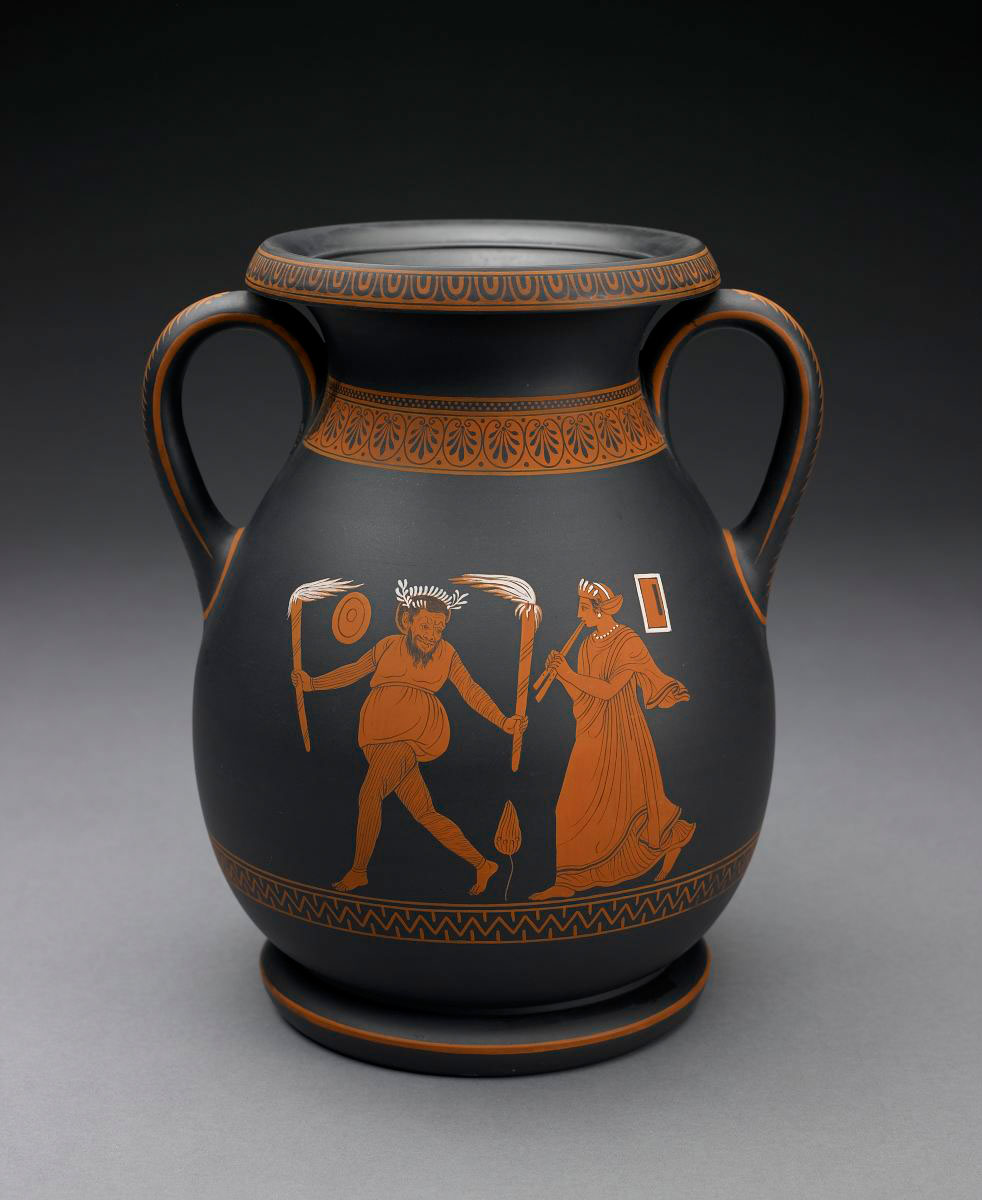
Vase, Wedgwood, um 1810, Birmingham Museum of Art

Auch die Rezeption im Neoklassizismus des 18. und 19. Jahrhunderts ist bescheiden. Ab 1770 entstehen in der Porzellanmanufaktur Wedgwood (siehe auch Wedgwoodware oder Portlandkeramik), der Königlichen Porzellanmanufaktur Neapel und der Königlichen Porzellanmanufaktur Sèvres ganze Tafelservice in Form und Dekor etruskischer Keramik. Besonders hervorzuheben ist eine Prunkvase der Manufaktur Sèvres von 1806 im Louvre, die den Sieg Napoléons bei Austerlitz verherrlicht. Noch auf der Londoner Weltausstellung von 1851 wurde die Nachbildung eines Etruskergrabes mit Keramikvasen aus der Produktion der englischen Manufaktur Copeland gezeigt. All dies zeitigte jedoch keinen nachhaltigen Geschmackswandel oder gar Einfluss auf die Formensprache der Gebrauchskeramik, denn auch hier kann sich die antike Vasenmalerei nicht gegenüber den inzwischen extrem verfeinerten Farbnuancen der Keramik- und Porzellanmalerei behaupten. Exemplarisch stehen dafür 2 Paare von „Pietra dura“-Tischen nach Entwürfen um 1785 im Palazzo Pitti in Florenz mit geradezu photographisch exakten Darstellungen gemäß den Prinzipien eines Cartesianischen Tableaus von Keramiken aus den großherzoglichen Sammlungen: das eine Paar zeigt eine Palette von den bisherigen Zeitgeschmack bestimmenden europäischen und asiatischen Porzellanen; das andere Paar eine in dieser Breite völlig neuartige Zusammenstellung griechischer, etruskischer und unteritalischer Vasen, die stellvertretend für den neuen Zeitgeschmack stehen. Geschmacksbildend blieben bis heute die bis zur Verkitschung verkommenen Dekore des ersteren Paares. Auch die Innenarchitektur vom Typus eines Robert Adams bindet die griechischen Vasen nicht in die Dekoration ein.
Eine wirkliche ästhetische Neubewertung griechischer Vasen leistet hingegen die postmoderne Innenraumgestaltung. Die ansonsten berüchtigte Beliebigkeit der Postmoderne erlaubt eine unkonventionelle, spielerische Integration als absolutes, geradezu raumfüllendes Einzelstück: eine einzelne Vase auf einer weißen Marmorsäule neben einem aus einfachem Rundeisen gestalteten, napoleonisch inspiriertem Tabouret mit Zebra-Bezug vor einer leeren grauen Marmorwand mit blass leuchtender neubarock-weißumrahmter Wandleuchte kann dann in einem derart nüchternen und minimalistischen Design ihre volle Schönheit und auch Farbigkeit entfalten.